# Mats Äleklint
Mats Äleklint (* 7. Oktober 1979 in Kalmar) ist ein schwedischer Jazzposaunist, Arrangeur und Komponist.

## Leben und Wirken
Äleklint, der in Borgholm auf Öland und in Oskarshamn aufwuchs, studierte zunächst an der Birka Folkhögskola, bevor er die Kungliga Musikhögskolan Stockholm absolvierte.
Äleklint arbeitet seit Beginn der 2000er Jahre als freischaffender Musiker u. a. mit Alberto Pinton (The Visible, 2004) Fredrik Nordström, Stephen Gauci, Per Henrik Wallin, Torbjörn Zetterberg sowie den Formationen Angles 8, Fire! Orchestra (Exit!, 2013), dem Goran Kajfeš Subtropic Arkestra, der Norrbotten Big Band und dem Trondheim Jazz Orchestra. Mit dem schwedischen Sextett Je suis trat er 2013 auf dem Moers Festival auf.  Äleklint, der ein eigenes Quartett leitet, wirkte auch bei Neneh Cherrys Produktion The Cherry Thing (2012) mit, für die er auch Arrangements schrieb. Mit dem Sestetto Contemporeano von Alberto Pinton (Layers) trat er 2021 bei JazzBaltica auf. Im Bereich des Jazz war er zwischen 2002 und 2024 an 60 Aufnahmesessions beteiligt. Zu hören ist er u. a. auch auf dem Album  Jorden vi ärvde (2025) des Vilhelm Bromander Unfolding Orchestra.

## Diskographische Hinweise
- Nils Ölmedal/Jon Fält/Mats Äleklint/Joakim Milder: Silent Room (Apart Records, 2003)
- Angles 8: By Way of Deception (Clean Feed Records, 2012), mit Martin Küchen, Johan Berthling, Kjell Nordeson, Alexander Zethson, Eirik Hegdal, Goran Kajfeš, Mattias Ståhl
- All Included: Reincarnation of a Free Bird (Stone Floor Records, 2012), mit Jon Rune Strøm, Tollef Østvang, Martin Küchen, Thomas Johansson
- Mats Äleklint Quartet (Moserobie, 2013), mit Per „Texas“ Johansson, Joe Williamson, Cristopher Cantillo
- Mats Äleklint, Per-Åke Holmlander, Paal Nilssen-Love: Fish and Steel (PNL 2019)[4]
- Ahanes: Petrichor (2022), mit Nicky Kokkoli, Giannis Arapis, Alex Zethson, Torbjörn Zetterberg, Nils Agnas